# 中华人民共和国第十三届运动会
中华人民共和国第十三届运动会，简称第十三届全运会，于2017年8月27日至2017年9月8日在中华人民共和国天津市举行。2011年8月16日，天津市经过三轮投票取得该赛事的主办权，成为北京、上海和广东三地被取消垄断举办权后，继江苏、山东與辽宁后的第4个主办全国运动会的省市。

## 申办过程
第十三届运动会是国务院办公厅正式发布了《关于取消全国运动会由北京、上海、广东轮流举办限制的函》，第三度以投票方式選出主辦省份或城市。其投票方式参照國際奧委會選出主辦奧運會主辦國的方式，由全國體育協會、各省市體育局局長等組成的成員會進行投票，只要其中一輪得票最高的省份或城市取得過半數得票，則能直接取得主辦權；如得票最高的一方得票未過一半，則淘汰得票最低的一方，进行下一轮投票，直到餘下兩個候選省份及城市時，則以得票最高的一方贏得主辦權。此次申辦大會中，天津、陕西、湖北、湖南和四川分別有意主辦十三運會。其中，天津提出的申办口号是“天津，为你添金”。四川省的申办口号是“同心抗震，四川感谢您”。湖北省的申报口号为“全运湖北，体育支点”。湖南省的申办口号是“湖南，还体育一个快乐”。在陈述过程中，天津市打破由省市体育局局长做陈述的惯例，改由天津市人民政府秘书长进行陈述发言。张艺谋、闫妮、贾平凹、田亮等支持了陕西的申办。

### 投票过程
2011年8月16日，第十三届运动会承办权的投票会在北京举行。第一轮投票，天津获得32票，陕西省15票，湖南省3票，湖北省12票，而天津的最大竞争对手四川省只获得10票，湖南被淘汰。第二轮，天津的票数上升到34票，陕西省16票，湖北省3票，四川省19票，这一轮湖北被淘汰。最終，天津在第三轮投票中，获得全部80张票中的45张票，提前一轮超过半数取得主办权。
| 第十三屆全運會申辦投票结果 2011年8月16日，在北京国家体育总局舉行。 |            |            |            |
| 投票结果                                                           | 第一輪投票 | 第二輪投票 | 第三輪投票 |
| 天津                                                               | 32         | 34         | 45         |
| 四川                                                               | 10         | 19         | 17         |
| 陕西                                                               | 15         | 16         | 10         |
| 湖北                                                               | 12         | 3          | -          |
| 湖南                                                               | 3          | -          | -          |

## 开闭幕式

### 开幕式
中华人民共和国第十三届运动会于2017年8月27日晚上8时整在天津正式开幕，在俗称“水滴”的天津奥林匹克中心体育场举行，6万名观众参加了开幕典礼。国际奥委会主席托马斯·巴赫和亚洲奥林匹克理事会主席艾哈迈德亲王出席了开幕式。开幕式首先演奏《歌唱祖国》，之后开始演奏《运动员进行曲》，在演奏《运动员进行曲》时，全运会会旗、第十三届全运会会旗和由100名旗手组成的会旗方队、裁判员代表方队走向主席台，之后是38个代表团运动员入场，入场结束后高唱中华人民共和国国歌。在第十三届全运会组委会主任、国家体育总局局长苟仲文致开幕辞后，中共中央总书记、国家主席习近平宣布第十三届全运会开幕。
习近平宣布开幕后，4位歌手现场演唱第十三届全运会会歌《光荣和梦想》，之后进入《逐梦远航》文艺展演环节。整个演出由“百年呼唤”“健康中国”“领航未来”3个篇章组成。演出结束后，代表天津市的一位小男孩津娃、一個代表人工智能的機器人优友点燃火炬。开幕式在主题歌《健康赢未来》中结束。
本届全运会開幕式使用3D投影技術。

### 闭幕式
2017年9月8日，闭幕式于天津体育中心体育馆举行，中共中央政治局常委、国务院总理李克强宣布闭幕。

## 象征
第十三届全运会的会徽、吉祥物，于2016年7月3日在天津公布。

### 会徽
第十三届全运会的会徽由书法字“津”“13”“张开双臂的人形”和“海河”等元素构成，呈火炬造型，取名为“奔向未来”。会徽主色调为蓝色，体现了顽强拼搏、勇攀高峰的体育精神。

### 吉祥物
第十三届全运会的吉祥物由天津美术学院副院长、水粉画家郭振山跨界设计，取名为“津娃”，取材自天津杨柳青年画，并与现代卡通形象进行了有机整合，具有浓郁的民族风格和天津特色。其身着牡丹花图案服装，脚穿虎头鞋，手持全运火炬，做出跳跃的动作，传递出运动的概念，整体形象诙谐、幽默、生动。
津娃的设计遭到网民的批评，甚至有运动员表示“看的自己都不想参加全运会”。由于舆论对“津娃”草雕造型评价尤其负面，在进场放置后被组委会连夜撤掉，放置于远离市区的团泊体育中心。

### 会歌
会歌《光荣和梦想》由天津音乐学院原作曲系教授冯国林作曲，天津市高级教师胡玉兰作词。

## 比赛项目
本届全运会共设33个正式比赛项目（含417个小项）、19个群众比赛项目（含126个小项），总计543个小项，其中群众项目为首次设置。

### 正式比赛项目
山地自行车、场地自行车、公路自行车、蹦床、艺术体操、花样游泳、沙滩排球、水球、皮划艇-静水、跳水、武术散打、武术套路、国际式摔跤、举重、排球、铁人三项、网球、跆拳道、乒乓球、垒球、射击、帆船帆板、橄榄球、赛艇、现代五项、柔道、曲棍球、手球、体操、高尔夫球、足球、击剑、马术、BMX小轮车、皮划艇-激流回旋、拳击、篮球、棒球、羽毛球、田径、射箭、游泳

### 群众比赛项目
攀岩，轮滑，羽毛球，乒乓球，龙舟，马拉松，气排球，围棋，象棋，国际象棋，桥牌，国际跳棋，舞龙，柔力球，太极拳，健身气功，笼式足球，航空航海模型，广场舞。

## 参赛运动员
本届全运会共有2萬341名运动员参赛，其中参加竞技比赛的1萬2,721人，参加群众比赛的7,620人。来自全国各省、自治区、直辖市、新疆生产建设兵团、解放军、行业体协、香港和澳门特别行政区等38个代表团均有参赛。

## 体育场馆

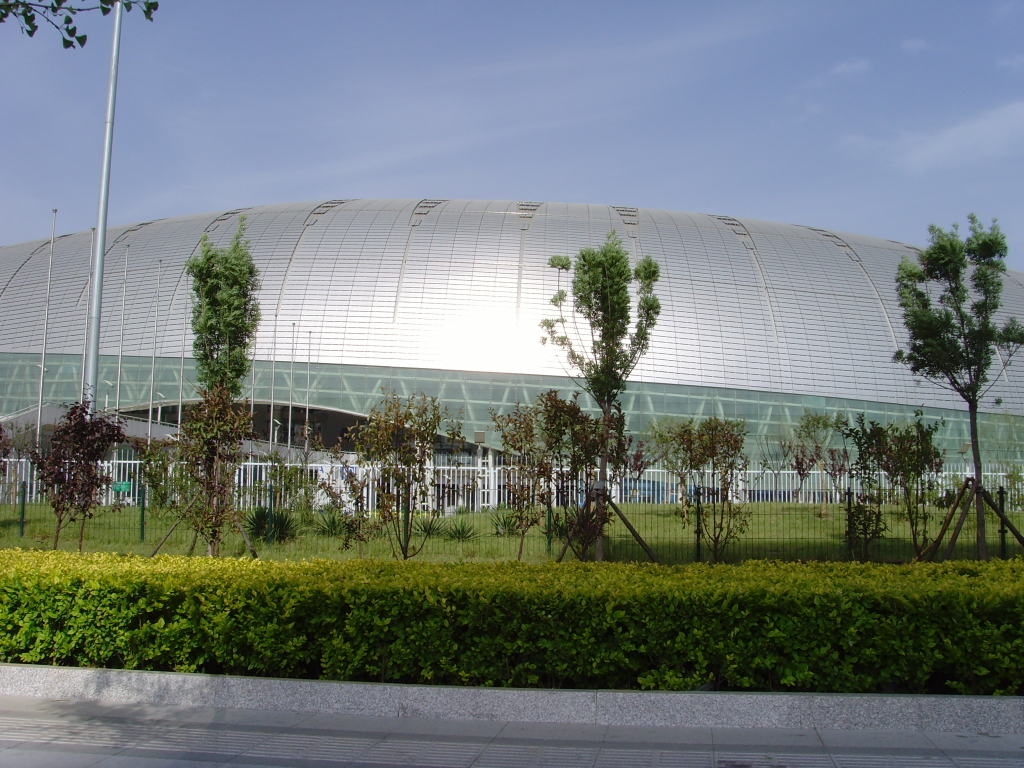
天津奥体中心体育场

天津在获得第十三届全会举办权以前，已经拥有6万人的天津奥林匹克中心体育场、1万人的天津体育中心、4千人的天津奥林匹克中心水上中心、可分别容纳1万人、6千人、3千人的网球中心、3千人的自行车馆、800人的射击馆等60多个标准的比赛场馆和60多个训练场馆。到2013年，天津具备承办2017年全运会能力的场馆将超过90%。届时，天津举办第十三届全运会时绝大部分将使用北京奥运会、2013年东亚运动会时期建设的体育场馆，不再新建大型场馆。并在申办时做出承诺，90%以上的比赛项目将集中在中心城区，使参赛运动员从住地到比赛场馆的路程时间不超过20分钟。除天津市外，河南省洛阳市宜阳县还会承办射击（飞碟）和皮划艇（激流回旋）项目的决赛。

## 主要争议
2015年1月，中央巡视组巡视国家体育总局后指责其错误的“金牌至上”政绩观。为此，国家体育总局宣布将取消全国冬季运动会和全运会的奖牌榜，同时自本届全运会开始，亚运会、奥运会的赛果将不带入全运会赛果。但是，这个决定几天后，第十三届全运会官方竞赛规程却称将发布奖牌榜等榜单。
2017年8月27日全运会开幕式当天，由于天津持续降雨导致设备电路短路，开幕式上展示的奥林匹克五环右上角一环未与其他四环同时点亮，其结果类似于索契冬奥会开幕式上的失误。事后，主创团队就此事现场鞠躬道歉。